# Der Panther
Der Panther (Untertitel: Im Jardin des Plantes, Paris) ist ein Dinggedicht von Rainer Maria Rilke, das zwischen 1902 und 1903 in der Epoche der klassischen Moderne, speziell des Symbolismus, entstand. In drei Strophen wird ein hinter Gitterstäben gefangener Panther beschrieben.

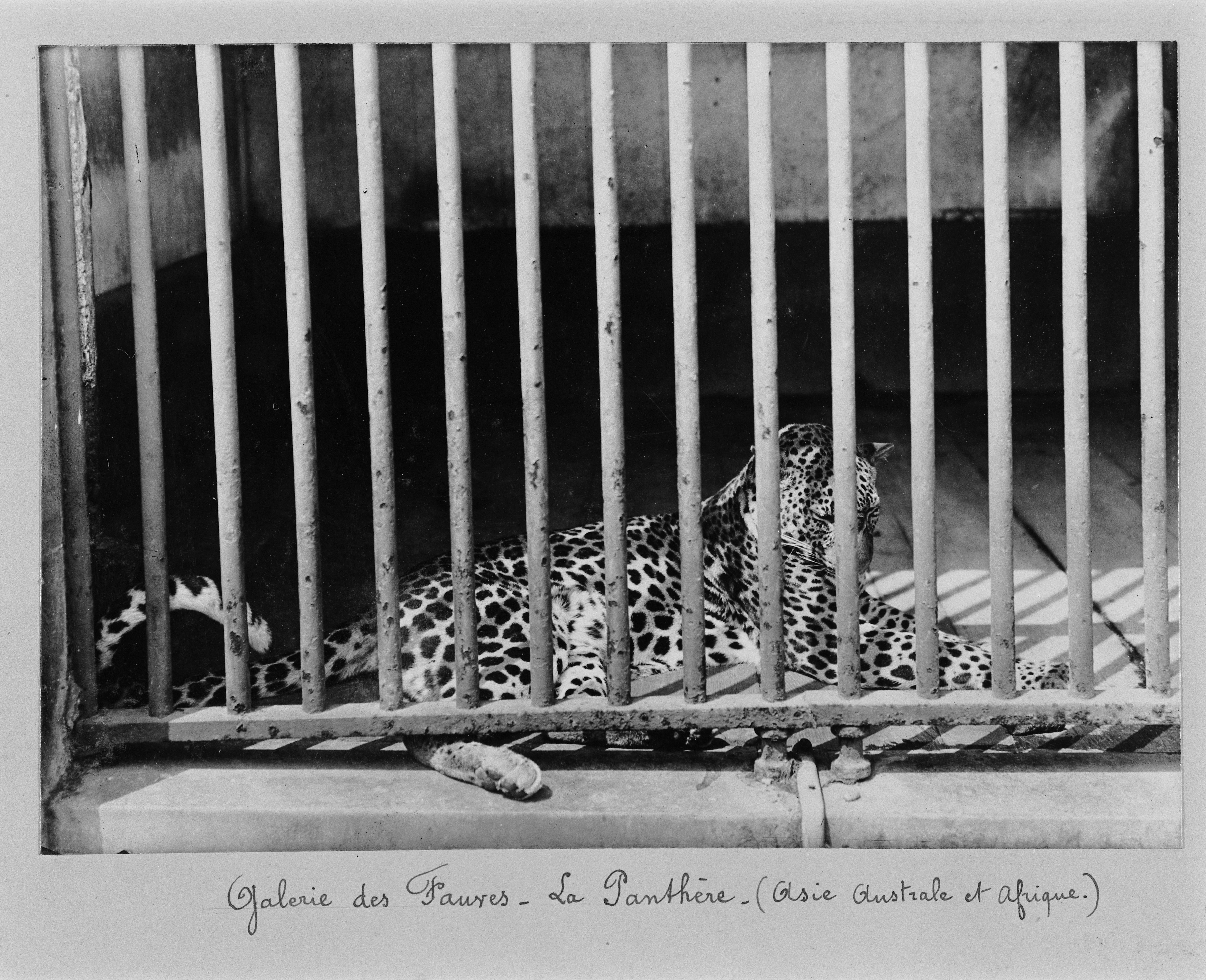
Panther im Pariser Jardin des Plantes (1905)

## Gedichttext
DER PANTHER

IM JARDIN DES PLANTES, PARIS

Sein Blick ist vom Vorübergehn der Stäbe

so müd geworden, daß er nichts mehr hält.

Ihm ist, als ob es tausend Stäbe gäbe

und hinter tausend Stäben keine Welt.

Der weiche Gang geschmeidig starker Schritte,

der sich im allerkleinsten Kreise dreht,

ist wie ein Tanz von Kraft um eine Mitte,

in der betäubt ein großer Wille steht.

Nur manchmal schiebt der Vorhang der Pupille

sich lautlos auf –. Dann geht ein Bild hinein,

geht durch der Glieder angespannte Stille –

und hört im Herzen auf zu sein.

## Hintergründe und Veröffentlichung
Rilke schrieb das Gedicht entweder 1902 oder 1903; der Zeitpunkt ist nicht mit Bestimmtheit feststellbar. Als Vorstufen des Gedichtes sind zu nennen die Prosaskizze Der Löwenkäfig, 1947 im Buch Rilke und die bildende Kunst veröffentlicht, und das Gedicht Die Aschanti im Buch der Bilder.
Der Untertitel Im Jardin des Plantes, Paris verweist auf den Ursprungsort des Panthers. In diesem botanischen Garten wurden auch exotische Tiere gezeigt, darunter ein schwarzer Panther, der in einem Käfig gehalten wurde und vermutlich das, im Gedicht beschriebene, Kreiswandern zeigte (siehe auch: stereotypisches Verhalten). Das Gedicht ging sicherlich von Beobachtungen im Jardin des Plantes aus; im Panther setzte Rilke erstmals seine angestrebte Dingbeschreibung, hier eines Tieres, um. Eine weitere Inspirationsquelle war der Gipsabdruck eines Panthers in Auguste Rodins Atelier, worüber Rilke in einem Brief 1902 an seine Frau berichtet.
Veröffentlicht wurde Der Panther erstmals in der Prager Monatsschrift Deutsche Arbeit im September 1903. Auch Rilkes 1908 erschienene Neue Gedichte enthalten den Panther als das früheste Gedicht Rilkes. Es steht nach den Gedichten Der Gefangene I und II und vor dem Gedicht Die Gazelle.

## Form
Der Panther gilt als das berühmteste Dinggedicht Rilkes, in denen der Dichter zum Sprecher der „stummen Dinge“ wird, ganz nach dem Vorbild von Rodin. Der Panther wird in drei Strophen von seiner äußeren Erscheinung (Blick, Gang, Auge) beschrieben, um sein Inneres zu erschließen.
Der Entzug der Freiheit wird in der ersten Strophe durch den schleppenden Rhythmus ausgedrückt. Schon hier wird klar, dass für den Panther keine Außenwelt mehr besteht – er ist von dieser abgelöst und befindet sich in einem eigenen Kosmos.
Die zweite Strophe zeigt die innere Gefangenschaft des Panthers. Der Panther hat seine natürliche Wesensart verloren. Er ist selbstentfremdet. Dies zeigt sich an dem Zwang des Panthers, immer im Kreis zu gehen und so seinen Kosmos mit Schritten auszufüllen.
Die dritte Strophe bestätigt die äußere und innere Gefangenschaft des Panthers. Doch dann wird ein Moment beschrieben, in dem die kreisenden Schritte des Panthers plötzlich aufhören. Ein Bild von der äußeren Welt gelangt durch seine Augen direkt in sein Herz.
Auffällig ist die monotone Gleichförmigkeit aller drei Strophen. Das gleichbleibende jambische Metrum mit seinen fünf Hebungen, der Kreuzreim (abab, cdcd, efef) und die sich abwechselnden stumpfen und klingenden Kadenzen symbolisieren einerseits das anhaltende Umhergehen des Panthers und andererseits die endlos vor ihm erscheinende Kette von Käfigstäben. Lediglich der letzte Vers bildet mit seinen vier Hebungen eine Ausnahme. Es ist anzunehmen, dass Rilke dadurch versuchte, das Aufhören des äußeren Bildes im Herzen des Panthers auszudrücken.

## Interpretationsansatz
In der Darstellung Luke Fischers wurde lange Zeit das Gedicht als Übertragung menschlicher Gefühle auf ein Tier verstanden, diese wurden dann auf alle Menschen oder speziell auf die Biografie Rilkes bezogen: Das Gefühl der Gefangenschaft sollte dem Gefühl der Vereinsamung Rilkes in Paris entsprechen. Fischer hebt dagegen hervor, dass Rilke das Tier als ein Wesen mit Innerlichkeit und relativer Freiheit versteht, und macht in seiner Analyse deutlich, dass Rilke den Panther eher im Vorgriff auf das zoologische und biosemiotische Umwelt-Modell Uexkülls sieht, indem er die Wahrnehmungen des Panthers und seine Verhaltensimpulse als Einheit begreift: Der Panther kann aufgrund der Einschränkung seiner Perzeptionen nicht mehr aktiv handeln, das Zusammenspiel zwischen Umweltreiz und Handlung ist zerstört, und damit das Lebewesen selbst, das nur in dieser Interaktion als Ganzheit existiert.

## Rezeption in Musik und Film
- Der deutsche Komponist Karl Marx vertonte 1949 Der Panther und andere Rilke-Gedichte für tiefe Singstimme und Klavier op. 50/1.
- In dem Film Zeit des Erwachens von 1990 weist ein Patient der geschlossenen Abteilung mit dem Titel dieses Gedichts auf seine Lebenssituation hin.[13] Siehe auch die Beschreibung des Falls Leonard L. in der Buchvorlage Awakenings (1982) von Oliver Sacks.[14]
- In Woody Allens Film Eine andere Frau (1988) wird das Gedicht als Metapher für das Seelenleben der Hauptfigur zitiert.[15]

## Trivia
Ein Autograph des Gedichts, das Rilke zu einem nicht bekannten Zeitpunkt mit einem Begleitbrief einer Freundin zugesandt hatte, hing als Geschenk Horst Wendlandts gerahmt in Thomas Gottschalks Haus in Malibu (Kalifornien). Mit diesem verbrannte es während der Waldbrände in Kalifornien 2018.